# Rejtélyek mocsara
Rejtélyek mocsara (The Marsh) Jordan Barker 2006-ban bemutatott horrorfilmje. A forgatókönyvet saját története alapján Michael Stokes írta.
Claire Holloway-t rémálmok gyötrik, mindig egy mocsárról és egy kislányról álmodik. Rose Marsh farm álmai helyszíne, ahol régen szörnyű események történtek. Hunt egy helyi lakos, aki paranormális jelenségekkel foglalkozik és ő segít Claire-nek megtudni a kislány kilétét és a múltját. Gabrielle Anwar játssza a főszereplőt, Claire Holloway-t, Huntot pedig Forest Whitaker alakítja. 
A filmet Magyarországon csak DVD-n adták ki.

## Szereplők
| Szereplő            | Színész              | Magyar hang     |
| ------------------- | -------------------- | --------------- |
| Claire Holloway     | Gabrielle Anwar      | Ruttkai Laura   |
| Geoffry Hunt        | Forest Whitaker      | Bognár Tamás    |
| Noah Pitney         | Justin Louis         | Tóth Roland     |
| Brendan Manville    | Joe Dinicol          |                 |
| Rose                | Courtney Fitzpatrick |                 |
| Mercy O'Shea        | Brooke Johnson       | Kocsis Mariann  |
| Phillip Manville    | Peter MacNeill       |                 |
| fiatal Noah Pitney  | Jonathan Payne       | Markovics Tamás |
| Rose / kicsi Claire | Niamh Wilson         | Kántor Kitty    |